# Jana Nečasová
Jana Nečasová, dříve Nagyová (* 21. července 1964), je bývalá vysoká státní úřednice, bývalá členka ODS, od července 2010 do června 2013 vrchní ředitelka Sekce kabinetu předsedy vlády České republiky Petra Nečase a jeho nejbližší spolupracovnice. Ve čtvrtek 13. června 2013 byla zatčena policejním Útvarem pro odhalování organizovaného zločinu. Tzv. kauza Nagyová, která tím vznikla, vyústila v bezprecedentní politickou krizi a po čtyřech dnech v Nečasovu demisi a pád jeho vlády. Dne 19. července 2013 byla Jana Nagyová propuštěna z vazby.
V srpnu 2013 Mladá fronta DNES uvedla: „Jana Nagyová se stala asistentkou poslance a svého partnera Petra Nečase.“ Dne 21. září 2013 se Jana Nagyová provdala za Petra Nečase a od té doby používá jméno Jana Nečasová. V listopadu 2013 byla vyloučena z ODS. V červnu 2025 bylo zveřejněno, že se pár rozvádí. Podle Nečasové je za rozpadem vztahu stres spojený s mnoha soudními jednáními, která pár musel v minulých letech absolvovat.

## Kariéra
Vyučila se prodavačkou. V Chodově na Sokolovsku nastoupila do chemického podniku, kde pracovala v kantýně a vypracovala se i na vedoucí kantýny. 
Podle oficiálního životopisu Nagyová od května 1984 do srpna 1993 pracovala jako mzdová účetní strojíren Chodos v Chodově. V lednu 2012 napsal časopis Reflex: „Co přesně vystudovala, ona sama neříká, čímž přiživuje další informaci, že se vyučila prodavačkou.“ Jako fakt bez dalších podrobností a zdrojů to v červnu 2013 uvedl iHNed.cz. Články neuvádějí, jak by v tom případě získala maturitu, v životopise Nagyové zase chybí nejméně rok po skončení školní docházky.
Od září 1993 do prosince 1995 byla Nagyová vedoucí tuzemského odbytu porcelánky LEANDER 1946 spol. s r.o. (IČ 405 26 941, následně dvakrát přejmenována) a od ledna do srpna 1996 vedoucí obchodního oddělení skláren West Bohemia Glass – Kerpo a.s. Z manželství, které skončilo v polovině 90. let, má dvě dcery. Její následný nadřízený senátor Vladimír Kulhánek v červnu 2013 řekl: „Byla myslím dvakrát po rozvodu.“
Po rozvodu a úmrtí matky Nagyová nastoupila na místo v ODS, kde byla od září 1996 do srpna 2005 oblastní manažerkou Oblastního sdružení ODS Karlovy Vary (podle Respektu asistentkou krajského manažera). Zároveň od listopadu 1996 do listopadu 2004 byla asistentkou karlovarského senátora Vladimíra Kulhánka (ODS). Od září 2005 do prosince 2006 povýšila na vedoucí provozního oddělení Hlavní kanceláře ODS, kde začala blízce spolupracovat s prvním místopředsedou strany Petrem Nečasem, s nímž spojila svou další kariéru.
Když se Nečas stal ministrem práce a sociálních věcí, Nagyová byla od září 2006 do srpna 2009 ředitelkou odboru kanceláře ministra. Po pádu Topolánkovy vlády od září do prosince 2009 podnikala v poradenské činnosti v oblasti sociální politiky. Od ledna 2010 do července 2010 byla poradkyní ministra obrany Fischerovy vlády Martina Bartáka, nominovaného ODS; místo jí zajistil Nečas.
Poté, co byl Nečas v červnu 2010 jmenován premiérem, přivedl Nagyovou s sebou jako vrchní ředitelku Sekce kabinetu předsedy vlády České republiky; zároveň měla funkci jeho poslanecké asistentky. Už o dva měsíce dříve, když se po odstoupení Mirka Topolánka stal Nečas volebním lídrem, se v médiích objevily spekulace o jeho mimomanželském poměru s Nagyovou. Znovu se vynořily, když Nečas s manželkou 17. ledna 2013 vydali prohlášení, že už několik měsíců žijí odděleně a „v tuto chvíli nemáme konkrétní představu, jak tuto situaci budeme nadále řešit.“
Opakovaně byl kritizován vysoký plat, který Nagyová pobírala. Ta se přitom vyhýbala kontaktu s médii. V lednu 2012 získal deník Insider její výplatní pásky, podle nichž v březnu 2011 měla základní plat 33 500 Kč, osobní ohodnocení 49 600 Kč a dostala mimořádnou odměnu 190 tisíc Kč po lednových 100 tisíc Kč. V souvislosti s tímto odhalením byl trestně stíhán Karel Randák, bývalý ředitel civilní rozvědky.

### Kontroverze ohledně vysokoškolského studia
Jako státní úřednice si Nagyová doplnila vysokoškolské vzdělání. V letech 2006–2009 vystudovala na soukromé Univerzitě Jana Amose Komenského Praha bakalářský obor Sociální a masová komunikace a v letech 2009–2011 totožný navazující magisterský obor.
V únoru 2012 týdeník Reflex v profilu Nagyové uvedl, že její magisterská diplomová práce „Mediální podpora Národního akčního plánu ke sjednocení a transformaci systému péče o ohrožené děti a rodiny“ je nekvalitní, tvořená z valné části kopiemi vládních materiálů, a že jí při získání titulu vedení školy nadržovalo. Bývalý vyučující UJAK Petr Žantovský byl v článku citován: „Za takovou práci bych titul nedal ani svému nejbližšímu příbuznému.“ Následně jeho web Reflexu citoval nejmenovaného absolventa UJAK: „Janu Nagyovou, kterou znám od vidění ze státní správy, jsem za pět let studia viděl poprvé u státnic. A její výkon byl tristní.“ Podle pozdějšího profilu v Respektu Nagyová požadovala po podřízených, aby jí diplomovou práci napsali.

### Kontroverze ohledně luxusních darů
Podle policie od začátku roku 2012 do poloviny roku 2013 (tedy v době své vrcholné úřednické funkce) přijala Nagyová dary v hodnotě přesahující 10,1 milionů Kč. Šlo o luxusní zboží jako náhrdelníky, hodinky, kožichy či kabelky. Mj. darovací daň z těchto darů Nečasová nikdy nezaplatila. Mezi dárci byli vlivní manažeři, podnikatelé, úředníci či lobbisté, například:
- advokát Karel Muzikář (dary v hodnotě 620 tis. Kč),
- návrhářka Beata Rajská (téměř 1,3 mil. Kč),
- politik Tomáš Chalupa (210 tis. Kč),
- politik a předseda představenstva ČEPS Vladimír Tošovský (180 tis. Kč),
- člen vrcholných orgánů dceřiných společností ČEZu Ivan Lapin (215 tis. Kč),
- ekonomický ředitel Dopravního podniku hl. m. Prahy Martin Horák (676 tis. Kč),
- ústřední ředitel Státního pozemkového úřadu Petr Šťovíček (820 tis. Kč),
- podnikatel Daniel Křetínský (508 tis. Kč)
- lobbista, člen dozorčí rady ČEPS a předseda dozorčí rady Škoda Praha Vladimír Johanes (2,5 mil. Kč),
- manažer, generální ředitel ČEZu Daniel Beneš (343 tis. Kč), nebo
- podnikatel Tomáš Chrenek (450 tis. Kč).

## Zatčení, vazba a propuštění z vazby
V noci na čtvrtek 13. června 2013 Janu Nagyovou zadržel policejní Útvar pro odhalování organizovaného zločinu (ÚOOZ) zároveň se šesti dalšími politiky a vysokými státními úředníky. Byla převezena do Ostravy; na její stíhání dohlíží Vrchní státní zastupitelství v Olomouci, nikoliv pražské. Odpoledne téhož dne byla obviněna ze dvou trestných činů, a to podplacení (§ 332 trestního zákoníku) a organizátorství zneužití pravomoci úřední osoby (§ 329, § 24). Příslušný okresní soud v Ostravě v sobotu 15. června vyhověl žádosti o uvalení vazby na Janu Nagyovou, stejně jako u ostatních obviněných vyjma ředitele Vojenského zpravodajství, který se plně doznal.
Kauza Jany Nagyové propojuje tři samostatné případy. Původní bylo vyšetřování „kmotrů“ Iva Rittiga a Romana Janouška, kteří se v době policejní razie zdržovali v zahraničí. Druhý případ se týká tří „rebelů“ uvnitř ODS, kteří se na podzim 2012 vzdali poslaneckých mandátů a následně získali posty ve státních firmách, což orgány činné v těchto trestních řízeních interpretovaly jako skutkovou podstatu podplacení, zatímco většina politiků a řada komentátorů to obhajovala jako standardní politické dohody. Nagyová jako Nečasova "pravá ruka" údajně se všemi dotyčnými osobami opakovaně jednala.
Nejzávažnější obvinění vznesené proti Janě Nagyové bylo, že od podzimu 2012 údajně protizákonně „úkolovala“ Vojenské zpravodajství ke sledování soukromých osob, podle domněnky policie proto, že naléhala na Petra Nečase, aby se rozvedl. Nečas těsně před vznikem aféry, v úterý 11. června 2013 oznámil, že podal návrh na rozvod, k němuž se jeho manželka Radka připojila. Podle prvních zpráv se mělo jednat o sledování premiérovy manželky, kterou Nagyová podezírala z nevěry. V pátek 14. června do médií unikl údajný obžalovací spis, podle nějž byl dále sledován řidič Nagyové a jeho přítelkyně, také pracovnice úřadu vlády; důvodem snad mělo být potlačit hrozbu mediálního odhalení, že řidič jezdí do Nečasova pražského bydliště v Hrzánském paláci, a možná i podezření, že vynášejí informace novinářům.
V neděli 16. června obhájce Nagyové prohlásil, že nechala Nečasovou sledovat kvůli obavám, že ji ovlivňují Svědkové Jehovovi. Později uvedl, že Nagyová Nečase k rozvodu nijak netlačila. Dále prohlásil, že rozvědce nedávala pokyny, nýbrž jen v neformálním rozhovoru vyjádřila své obavy.
Jana Nagyová byla v pátek 14. června odvolána z funkce vrchní ředitelky na Úřadu vlády. Učinil tak tehdejší vedoucí tohoto úřadu, který byl zadržen zároveň s ní, avšak po výslechu propuštěn. Nagyová zůstává na neplaceném volnu, dokud nebude v její věci jednoznačně právně rozhodnuto. Ve středu 19. června byla podruhé vyslýchána po dobu 6 hodin. Podle zpráv uniklých do médií vypovídala podrobně, ale většinou tvrdila, že se nepamatuje.
V pondělí 24. června Nečas řekl novinářům, že Nagyovou schůzkami s kmotry pověřil kvůli získání užitečných informací „z pražského podnikatelského suterénu“. 19. července 2013 Nagyová opustila po měsíci vazební věznici v Ostravě. Před věznicí na ni čekal Petr Nečas.

## Další vývoj trestních řízení
V březnu 2015 zahájilo Vrchní státní zastupitelství v Olomouci trestní stíhání Nečasové věci krácení daně za luxusní dary v hodnotě 9,7 mil. Kč (viz výše), čímž údajně stát připravila o darovací daň ve výši přes 705 tis. Kč. V červnu 2015 bylo obvinění rozšířeno, hodnota darů nově činila 10,1 mil. Kč.
Dne 6. června 2014 postoupilo (podalo) Vrchní státní zastupitelství v Olomouci obžalobu (pod značkou 4 ZVZ 5/2014) Jany Nagyové, Ondreje Páleníka, Milana Kovandy a Jana Pohůnka ve věci podezření systematického zneužívání Vojenského zpravodajství pro soukromé účely. Jistým překvapením bylo, že žaloba byla podána k okresnímu soudu (Obvodní soud pro Prahu 1), přičemž byla dána hrozba poměrně vysokého trestu a takové případy obvykle soudí již v prvním stupni hned krajské soudy, což je v daném případě Městský soud v Praze.[zdroj?]
V následujícím běhu vydala dne 30. června 2014 samosoudkyně Obvodního soudu pro Prahu 1 JUDr. Helena Králová zjednodušené rozhodnutí (trestní příkaz), ve kterém Janu Nagyovou uznala vinou a stanovila nízký podmíněný trest v délce trvání jednoho roku. Ostatní obviněné zprostila obžaloby a postoupila jejich případ kázeňskému projednání.[zdroj?] Rozhodnutí vzbudilo v odborných kruzích pochybnosti.
Proti takovém rozhodnutí (pouhému trestnímu příkazu bez projednání) dr. Králové podalo VSZ v Olomouci stížnost k odvolacímu soudu (Městskému soudu v Praze). Trestní senát Městského soudu v Praze ve složení:JUDr. Jarmila Löffelmannová, JUDr. Václav Kosík a JUDr. Alena Makovcová shledal dne 3. září 2014 stížnost oprávněnou, vyhověl jí a uložil Obvodnímu soudu pro Prahu 1, aby věc řádně rozhodoval v plném veřejném jednání.
Stalo se tak od ledna 2015 do května 2015, kdy proběhlo plné dokazování a projednání ve věci všech tří obviněných Jany Nagyové, Ondreje Páleníka, Milana Kovandy a Jana Pohůnka. Část některých jednání byla stanovena jako neveřejná.
V pátek 29. května 2015 Obvodní soud pro Prahu 1 ve věci zneužití zpravodajských služeb dosud nepravomocně zprostil Janu Nečasovou viny, (rozsudkem sp. zn. 3 T 35/2014). Toto rozhodnutí vzbudilo velké rozpaky a kontroverze jak na politické scéně, tak v odborných kruzích. In merito byly komentáře jen výjimečně, kritizována byla absence sebemenšího zdůvodnění při ústním vynesení i překvapivé zproštění obžaloby (opačně než tomu bylo u prvotního rozhodnutí) u Jany Nagyové. Rozsudek byl písemně vydán až po více než dvou měsících.
Proti rozsudku podal žalobce odvolání k odvolacímu soudu dne 4. září 2015. Ještě než začal odvolací soud jednat, podal proti jeho senátu stížnost Ondrej Páleník pro údajnou podjatost k Vrchnímu soudu v Praze. Vrchní soud stížnosti vyhověl dne 23. prosince 2015 a přikázal, aby případ projednal jiný senát Městského soudu v Praze. Také toto rozhodnutí se neobešlo bez rozpaků, když změna soudce nebo senátu je v procesním právu mimořádným postupem. Věc tedy po tomto zásahu již dále projednává jiný senát Městského soudu v Praze.
Dne 30. března 2016 změněný senát Městského soudu v Praze ve složení: JUDr. Felicie Hrušková, JUDr. Pavel Benda a JUDr. Alexander Sotolář rozhodnutím zrušil rozsudek samosoudkyně JUDr. H. Králové ze dne 29. května 2015 a přikázal nové projednání. Dne 19. dubna 2016 zveřejnil soud důvody, které vedly ke zrušení osvobozujícího rozsudku podrobněji, v nich příkře vyjmenovává vady týkající se zejména „asymetrického“ hodnocení důkazů a úplného pominutí části důkazů obžaloby. Obvodní soud zareagoval bezprostředně a soudkyně JUDr. Helena Králová vypsala již na červen 2016 první termíny opravného jednání podle všeho do jednací síně č. 126.
Dne 17. června 2016 samosoudkyně JUDr. H. Králová opětovně zprostila Janu Nečasovou a další obviněné viny. Rozsudek není pravomocný, státní zástupce se na místě odvolal a případ bude znovu projednán před odvolacím Městským soudem v Praze. Státní zástupce se vyjádřil, že bude odvolacímu soudu navrhovat výměnu soudkyně pro nerespektování závazných pokynů daných v rozhodnutí odvolacího soudu z 30. března 2016.
Dne 23. prosince 2016 Pražský městský soud znovu zrušil osvobozující rozsudek nad Janou Nečasovou (dříve Nagyovou) a třemi bývalými zpravodajci Milanem Kovandou, Ondrejem Páleníkem a Janem Pohůnkem v kauze údajného zneužití Vojenského zpravodajství. Případem se bude muset počtvrté zabývat Obvodní soud pro Prahu 1.
V lednu 2017 byla za vyzrazení utajované zprávy Bezpečnostní informační služby nepravomocně odsouzena k podmíněnému trestu v délce 1,5 roku.
V lednu 2023 udělil prezident Miloš Zeman Nečasové v kauze Vojenského zpravodajství milost, když jí prominul zbytek zkušební doby podmíněného trestu uloženého v kauze zneužití Vojenského zpravodajství. Milost se nevztahovala na trest zákazu činnosti. Jednalo se o 25. milost udělenou prezidentem Zemanem, byla jednou z mnoha, kde nedodržel svůj slib stran milostí. Podle investigativního novináře Lukáše Valáška byla ukázkou zneužití moci odcházející hlavy státu.
V červnu 2023 navrhl státní zástupce Nečasové udělit podmíněný trest v délce trvání dvou let s peněžitým trestem ve výši 400 tisíc Kč v kauze tzv. poslaneckých trafik pro poslance ODS. Trest jí byl následně soudem nepravomocně udělen, peněžitý trest byl snížen na 300 tisíc Kč. Zároveň byl Nečasové udělen desetiletý zákaz výkonu vysokých funkcí ve státních správě.